# 港口工程

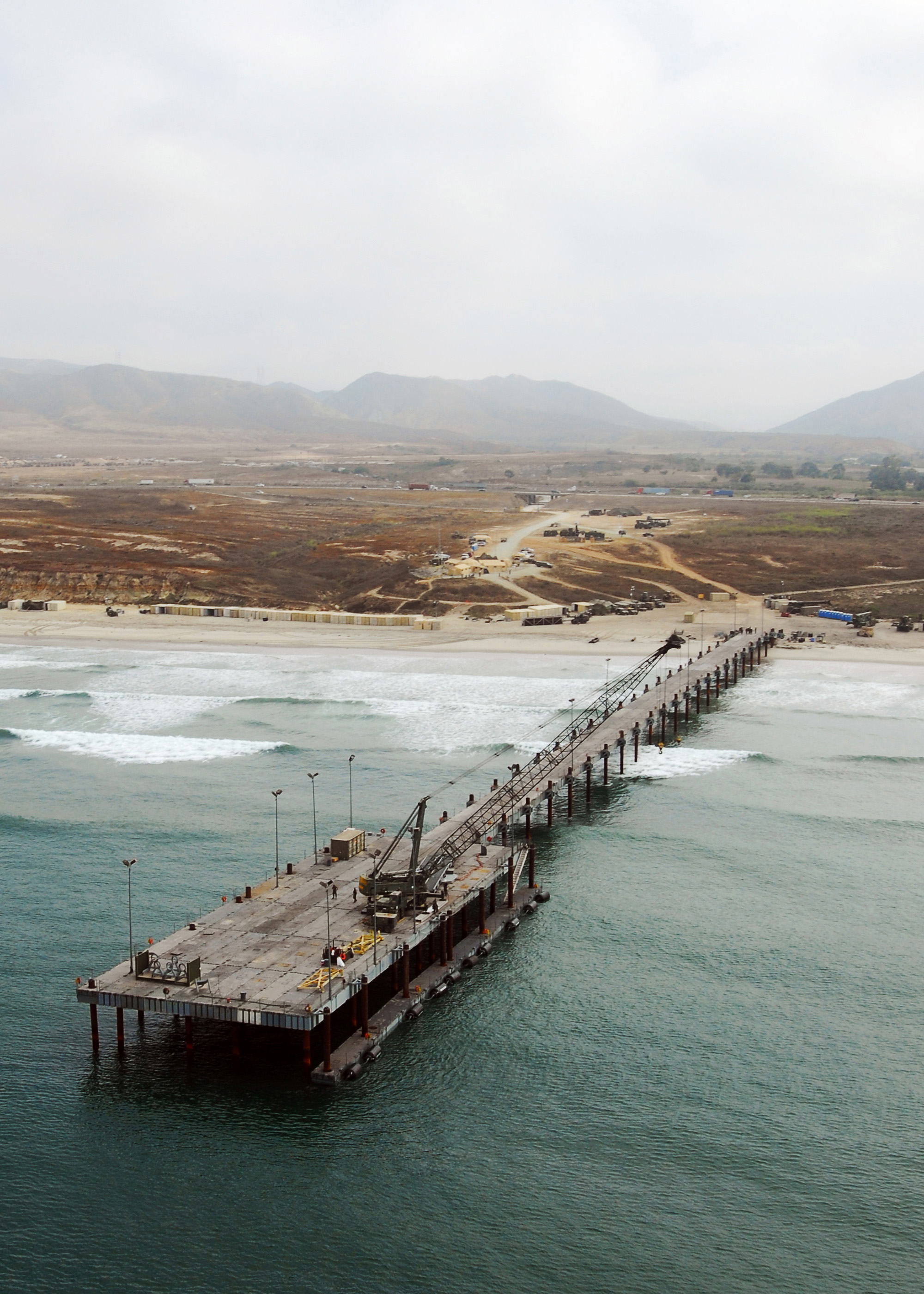
在某地的港口工程

港口工程（英語：harbor engineering）是土木工程裡的一個分支，通常被歸入運輸工程的範圍之內。包含與港口相關的評估規劃、施工、後續維護，三個階段的應用技術。

## 工程範圍
土木建設
- 港區內航道挖掘
- 碼頭
- 防波堤
- 燈塔

聯外交通

## 相關
- 人工港

## 外部連結
- "港口工程" - 搜索 Google 圖書